# كاب سانتيه (كيبك)
كاب سانتيه (بالإنجليزية: Cap-Santé)‏ هي بلدة و بلدية محلية في كيبيك تقع في كندا في Portneuf Regional County Municipality.[بحاجة لمصدر] يقدر عدد سكانها بـ 2,996 نسمة ومساحتها 69.80 كم2 .